# Hotel Shampoo
Hotel Shampoo je třetí sólové studiové album velšského hudebníka Gruffa Rhyse. Vydáno bylo dne 14. února 2011 a jako producenti jsou pod ním vedle Rhyse podepsání ještě Gorwel Owen a Andy Votel. Dále se na albu podíleli například kytarista Miles Kane či zpěvačka Sarah Assbring. V žebříčku UK Albums Chart se album umístilo na 42. příčce. Album bylo oceněno Welsh Music Prize.

## Seznam skladeb
| Pořadí | Název                             | Délka |
| ------ | --------------------------------- | ----- |
| 1.     | Shark Ridden Waters               | 4:25  |
| 2.     | Honey All Over                    | 3:18  |
| 3.     | Sensations in the Dark            | 2:42  |
| 4.     | Vitamin K                         | 3:06  |
| 5.     | Take a Sentence                   | 3:05  |
| 6.     | Conservation Conversation         | 2:40  |
| 7.     | Sophie Softly                     | 2:11  |
| 8.     | Christopher Columbus              | 3:33  |
| 9.     | Space Dust #2                     | 2:20  |
| 10.    | At the Heart of Love              | 3:34  |
| 11.    | Patterns of Power                 | 3:37  |
| 12.    | If We Were Words (We Would Rhyme) | 3:13  |
| 13.    | Rubble Rubble                     | 2:53  |

## Obsazení
- Gruff Rhys – zpěv, kytara, vibrafon, syntezátory
- Gorwel Owen – klavír, syntezátory, stylofon, banjo
- Owen Evans – baskytara
- Chris Walmsley – bicí
- Sean O'Hagan – aranžmá smyčců
- Marcus Holdaway – violoncello
- Elspeth Cowey – housle
- Morven Bryce – housle
- Harriet Davies – housle
- John Thomas – pedálová steel kytara
- Andrew Kinsman – saxofon
- Gary Alesbrook – trubka
- Sarah Assbring – zpěv
- Miles Kane – kytara
- Danny Frankel – perkuse
- David Ralicke – žestě